# 사소한 자비
《사소한 자비》(영어: Ancillary Mercy)는 앤 레키의 2015년 SF 장편소설로, 《사소한 정의》, 《사소한 칼》에서 이어지는 라드츠 삼부작의 마지막 책이다.